# Châtillon (Allier)
Châtillon település Franciaországban, Allier megyében. Lakosainak száma 313 fő (2022. január 1.). Châtillon Cressanges, Noyant-d’Allier és Tronget községekkel határos.

## Népesség
A település népességének változása:
| Lakosok száma | 459  | 374  | 282  | 308  | 321  | 319  | 322  | 313  | 311  | 313  |
|               | 1962 | 1975 | 1990 | 2006 | 2011 | 2013 | 2016 | 2018 | 2020 | 2022 |